# تشيك (كاتب أغاني)
تشيك (بالفنلندية: Cheek)‏ هو مغني وكاتب أغاني فنلندي، ولد في 22 ديسمبر 1981 في فانتا في فنلندا.

## وصلات خارجية
- تشيك على موقع IMDb (الإنجليزية)
- تشيك على موقع ميوزك برينز (الإنجليزية)
- تشيك على موقع ميوزك برينز (الإنجليزية)
- تشيك على موقع أول ميوزيك (الإنجليزية)
- تشيك على موقع ديسكوغز (الإنجليزية)
- تشيك على موقع ديسكوغز (الإنجليزية)
- تشيك على موقع قاعدة بيانات الفيلم (الإنجليزية)